# Yosef Kleinman
Pour les articles homonymes, voir Kleinman.
Yosef Zalman Kleinman  dit Yosef Kleinman (né en Slovaquie en janvier 1930 et mort en Israël le 4 mai 2021), est déporté à Auschwitz-Birkenau à l'âge de 14 ans, avec ses parents et sa sœur. Il est le seul à survivre et immigre en Israël. Il est le plus jeune témoin au Procès d'Adolf Eichmann.

## Biographie
Yosef Kleinman est né en Slovaquie en janvier 1930,,,,,,,,.

### Procès d'Adolf Eichmann
Au procès d'Adolf Eichmann, Yosef Kleinman témoigne que le docteur Joseph Mengele mesurait les déportés, ces derniers essayant de paraitre plus grands de taille.

## Œuvre
- (he) Ḥilatsta nafshi mi-maṿet (Thou hast delivered my soul from death). Jérusalem. 2010[10]